# Ken’s Labyrinth
Ken's Labyrinth - компьютерная игра в жанре шутера от первого лица, выпущенная компанией Epic MegaGames в 1993 году. Разработчиком игры является Кен Сильверман, создатель движка build engine, который был позже использован в игре 3D Realms Duke Nukem 3D. Игра была распространена как shareware-версия.

## Геймплей
Несмотря на то, что Ken's Labirynth графически схожа с Wolfenstein 3D, тем не менее, она не является игрой, разработанной на движке Wolfenstein 3D engine (данная игра основана на движке, который разработал сам Кен Сильверман). Это объясняется тем, что игра содержит больше интерактивности, а также возможность ползти или летать над полом, которая не использовалась ни в Wolfenstein 3D, ни в подобных ей играх. Помимо этого, в игре есть наличие интерактивных текстур и спрайтов, например, в некоторых уровнях присутствует игровые автоматы.
Ken's Labirynth была выпущена, как freeware-версия, в ноябре 1999 году. Несколько версий игры было также выпущено и опубликовано на официальном сайте Epic MegaGames. Спустя два года, в марте, был выпущен исходный код этой игры.

## Версии
Первая версия игры, известная как Walken, имела в себе довольно малое количество функций. Кен Сильверман разработал её специально для показа компании Epic MegaGames, чтобы та оценила её, и он смог продолжить развивать данный проект.
В дальнейшем, игра была модифицирована и выпущена уже с новым названием Ken's Labirynth: в игре были добавлены новые бонусы и спрайты, улучшена интерактивность, также появилась денежная система, и добавлена музыка. Эта версия игры продавалась с января по февраль 1993 года компанией Advanced Systems, в которой принимал участие Алан Сильверман, старший брат Кена.
Также была выпущена вторая версия модифицированной игры, с тем же названием, но с новыми 27-ю уровнями и новым финальным боссом. Были также добавлены новые враги, спрайты, по-прежнему осталась денежная система, с помощью которой игрок, собрав достаточное количество денег, может потратить их, покупая случайную вещь, будь то аптечка, новое оружие, плащ невидимки, зелье и прочее из автомата. Также были добавлены игровые автоматы.
Финальная третья версия игры была выпущена самой компанией Epic MegaGames в марте 1993 года. Она целиком состояла из 30-и уровней, как и подобает шутерам от первого лица того времени, также содержит еще больше новых врагов, спрайтов, текстур, музыкальных композиций и вещей; также добавлены опция «уровней сложности» (в «низком уровне сложности», или «Don't hurt me!» враги не атакуют игрока в ближнем бою, в то время, как в «высоком уровне», или «Ouch!» наоборот) и выбор эпизода.
В 2002 году Яном Лонбергом была разработана и выпущена портированая версия игры для Windows и Linux с использованием Simple DirectMedia Layer под названием LAB3D/SDL. Также над созданием портированной версии игры с высоким разрешением текстуры работал Джаред Стаффорд

## Рецензии
Обзор игры был опубликован в 1994 году в журнале Dragon № 199 в колонке «Eye of the Monitor»; игра получила 2 из 5 звёзд